# 菊名神社
菊名神社（きくなじんじゃ）は、神奈川県横浜市港北区菊名にある神社。

## 概要
JR横浜線及び東急東横線の菊名駅の北東、徒歩2分の場所に鎮座している。
1935年（昭和10年）に、近隣の5社
- 神明社（祭神・天照皇大神）
- 杉山神社（祭神・日本武尊）
- 浅間神社（祭神・木花咲耶姫命）
- 八幡神社（祭神・誉田別命）
- 阿府(あぶ)神社（祭神・武内宿禰命）

を合祀して創建した。
合祀された神社の内、最も歴史が古いのは阿府(あぶ)神社であり、仁和元年（885年）に光孝天皇が師岡熊野神社に勅使を遣わした折、勅使がその途上で馬具の鎧(あぶみ)を納めたことからその名が付いたと伝えられる。
また、現在の鎮座地にあった八幡神社は、室町時代初期に、鎌倉の鶴岡八幡宮から勧請して創建したとされる。
菊名神社は、当初は杉山神社の社地（現・菊名町公園）に鎮座していたが、戦後に現在地である八幡神社の社地に遷座した。

## 祭神
- 誉田別命（応神天皇） - 八幡神社祭神。
- 日本武尊 - 杉山神社祭神。
- 天照皇大神 - 神明社祭神。
- 木花咲耶姫命 - 浅間神社祭神。
- 武内宿禰命 - 阿府神社祭神。

## がまんさま
寛政年間（1789年～1801年）に築かれたと伝わる、手水鉢を支える四方の支柱になっている鬼の石像が、その姿から「がまんさま」と呼ばれて名物となっている。
- 合祀されている、杉山神社と阿府神社の祠と「がまんさま」
- 鳥居